# Sender Behren-Bokel
Der Sender Behren-Bokel (auch als Sender Uelzen-Sprakensehl bekannt) ist eine Sendeeinrichtung der Deutschen Telekom AG im Besitz der Deutschen Funkturm (DFMG).
Der Sender Behren-Bokel steht rund 600 Meter südlich der Landesstraße 265 zwischen den Dörfern Behren und Bokel in der Gemeinde Sprakensehl im Landkreis Gifhorn in Niedersachsen.
Der Sender Behren-Bokel verwendet als Antennenträger einen 323 Meter hohen Stahlrohrmast, der zum Zeitpunkt seiner Fertigstellung 1961 das höchste Bauwerk in der Bundesrepublik Deutschland war. Er ist damit nur einen Meter kleiner als der Eiffelturm. Neben dem Sendemast befindet sich noch ein kleiner freistehender Stahlrohrturm.

## Frequenzen und Programme

### Analoger Radio (UKW)
| Frequenz (MHz) | Programm        | RDS PS   | RDS PI | ERP (kW) | Antennendiagramm rund (ND) / gerichtet (D) | Polarisation horizontal (H) / vertikal (V) |
| -------------- | --------------- | -------- | ------ | -------- | ------------------------------------------ | ------------------------------------------ |
| 107,5          | Deutschlandfunk | __Dlf___ | D210   | 0,5      | D (130–220°, 260–80°)                      | H                                          |

### Digitaler Radio (DAB/DAB+)
| Block                        | Programme (Datendienste) | Gleichwellennetz (SFN) |
| ---------------------------- | --- | --- |
| 5C DR Deutschland (D__00188) | DAB-Block der Media Broadcast: - Absolut relax (72 kbps) - Dlf (104 kbps) - Dlf Kultur (112 kbps) - Dlf Nova (104 kbps) - DRadio DokDeb (48 kbps) - Energy Digital (72 kbps) - ERF Plus (64 kbps) - Klassik Radio (72 kbps) - Radio Bob (72 kbps) - Radio Horeb (48 kbps) - Radio Schlagerparadies (64 kbps) - Schwarzwaldradio (64 kbps) - sunshine live (72 kbps) - DRadio Daten (32 kbps Daten) - EPG Deutschland (16 kbps Daten) - TPEG (16 kbps Daten) - TPEG_MM (16 kbps Daten) | - Baden-Württemberg: Aalen, Baden-Baden (Fremersberg), Bad Mergentheim, Blauen, Brandenkopf, Donaueschingen, Feldberg im Schwarzwald, Freiburg (Vogtsburg-Totenkopf), Geislingen (Oberböhringen), Großerlach (Hohe Brach), Heidelberg (Königstuhl), Heilbronn (Schweinsberg), Hochrhein (Rickenbach), Hornisgrinde, Pforzheim (Schömberg-Langenbrand), Raichberg, Ravensburg (Höchsten), Reutlingen, Stuttgart (Frauenkopf), Ulm (Kuhberg) - Bayern: Amberg (Hirschau), Aschaffenburg (Pfaffenberg), Augsburg (Hotelturm), Bad Tölz (Gaißach), Balderschwang, Bamberg (Geisberg), Büttelberg, Brotjacklriegel, Dillberg, Grünten, Herzogstand, Hochberg (Traunstein), Hoher Bogen, Inntal (Ebbs), Ingolstadt (Gelbelsee), Kreuzberg/Rhön, Landshut (Altdorf), München (Olympiaturm), Nennslingen (Büchelberg), Nürnberg, Oberammergau, Ochsenkopf, Passau, Pfänder, Pfaffenhofen, Pfarrkirchen, Pfronten, Regensburg (Hohe Linie), Unterringingen, Untersberg, Wendelstein (Bayrischzell), Würzburg (Frankenwarte) - Berlin: Berlin (Alexanderplatz), Berlin (Scholzplatz) - Brandenburg: Bad Belzig, Booßen, Brandenburg/Havel, Calau, Casekow, Cottbus, Eberswalde (geplant), Eisenhüttenstadt, Neuruppin (geplant), Petkus, Pritzwalk, Templin - Bremen: Bremen (Walle), Bremerhaven-Schiffdorf - Hamburg: Hamburg (Moorfleet), Hamburg (Heinrich-Hertz-Turm) - Hessen: Bad Hersfeld (Rimberg), Biedenkopf (Sackpfeife), Fulda (Hummelskopf), Frankfurt (Europaturm), Gelnhausen (Schnepfenkopf), Gießen (Dünsberg), Großer Feldberg, Hardberg, Hohe Wurzel, Hoher Meißner, Kassel (Habichtswald), Mainz-Kastel - Mecklenburg-Vorpommern: Garz (Rügen), Güstrow, Malchin, Neubrandenburg-Süd, Neustrelitz (geplant), Rostock (Toitenwinkel), Röbel, Schwerin (Zippendorf-Gr.Dreesch), Torgelow, Wismar/Rüggow, Züssow - Niedersachsen: Aurich-Popens, Braunschweig (Broitzem), Braunschweig (Drachenberg), Cuxhaven-Stadt, Dannenberg, Göttingen (Bovenden-Osterberg), Hannover (Telemax), Lingen, Lüneburg-Neu Wendhausen, Molbergen-Peheim, Osnabrück (Bramsche-Schleptruper Egge), Hildesheim (Sibbesse), Steinkimmen, Uelzen, Visselhövede, Wilhelmshaven - Nordrhein-Westfalen: Aachen (Karlshöhe), Bergneustadt-Wiedenest (R), Bielefeld (Hünenburg), Bonn (Venusberg), Dortmund (Florianturm), Düsseldorf (Rheinturm), Eggegebirge, Herscheid, Hochsauerland (Hunau), Hürtgenwald-Großhau, Köln (Colonius), Langenberg, Lügde-Rischenau (Köterberg), Meschede (geplant), Minden (Jakobsberg), Münster (Fernmeldeturm), Schöppingen, Siegen-Süd, Wesel - Rheinland-Pfalz: Bad Kreuznach (Schanzenkopf), Bad Marienberg (Westerwald), Bornberg, Daun (Eifel), Edenkoben (Kalmit), Heckenbach-Schöneberg (Ahrweiler), Haardtkopf (geplant), Idar-Oberstein, Kaiserslautern, Kettrichhof, Koblenz (Kühkopf), Schnee-Eifel (geplant), Trier (Petrisberg) - Saarland: Merzig-Merchingen, Saarbrücken (Schoksberg) - Sachsen: Chemnitz, Dresden, Geyer, Leipzig, Löbau, Neustadt, Niederschöna (geplant), Oschatz, Schöneck, Zwickau Ost - Sachsen-Anhalt: Brocken, Burg, Dequede, Petersberg, Pettstädt (Weißenfels), Schneidlingen, Wittenberg - Schleswig-Holstein: Bungsberg, Bredstedt, Flensburg, Garding, Heide, Helgoland, Hennstedt, Itzehoe, Kiel (Kronshagen), Lübeck (Stockelsdorf), Schleswig, Niebüll (Süderlügum), Westerland (Sylt) - Thüringen: Bleßberg (Sonneberg), Erfurt-Hochheim, Gera, Inselsberg, Jena (Oßmaritz), Kulpenberg, Lobenstein (Sieglitzberg), Saalfeld (Remda), Weimar (Ettersberg) |
| 6C NDR NDS BS (D__00291)     | DAB-Block des Norddeutschen Rundfunks: - NDR 1 NDS BS (Braunschweig) (104 kbps) - NDR 2 NDS (104 kbps) - NDR Kultur (104 kbps) - NDR Info NDS (104 kbps) - N-Joy (104 kbps) - NDR Blue (104 kbps) - NDR Schlager (104 kbps) - NDR Info Spezial (104 kbps) - NDR BWS (16 kbps) - ARD TPEG (16 kbps) | Bad Sachsa (Ravensberg), Braunlage (Hohegeiss), Braunschweig (Drachenberg), Einbeck (Fuchshöhlenberg), Göttingen (Bovenden), Göttingen (Nikolausberg), Goslar (Sudmerberg), Hann. Münden/Tannenkamp, Holzminden-Neuhaus, Lügde-Rischenau (Köterberg), Salzgitter/Klein Flöthe, Staufenberg-Sichelnstein, Torfhaus, Uelzen, Wolfsburg (Klieversberg) (R) |

### Digitales Fernsehen (DVB-T)
Der Sender Behren-Bokel wurde im Zuge der Umstellung auf DVB-T2 HD am 22. Mai 2019 außer Betrieb genommen. Zur Versorgung der Stadt Uelzen nutzt der Norddeutsche Rundfunk seitdem zusätzlich den Fernmeldeturm Uelzen.
Folgende DVB-T-Bouquets wurden bis zur Abschaltung am 21. Mai 2019 ausgestrahlt:
| Kanal | Frequenz (MHz) | Multiplex                        | Programme im Multiplex | ERP (kW) | Antennendiagramm rund (ND)/ gerichtet (D) | Polarisation horizontal (H)/ vertikal (V) |
| ----- | -------------- | -------------------------------- | --- | -------- | ----------------------------------------- | ----------------------------------------- |
| 27    | 522            | ZDFmobil                         | - ZDF - 3sat - ZDFinfo - KiKA / ZDFneo | 32       | ND                                        | H                                         |
| 43    | 650            | ARD Digital (NDR)                | - Das Erste (NDR) - arte - Phoenix - tagesschau24                                                                                          | 50       | ND                                        | H                                         |
| 58    | 770            | ARD regional (NDR) Niedersachsen | - NDR Fernsehen (Niedersachsen) - WDR Fernsehen (Köln) / NDR FS SH - MDR Fernsehen (Sachsen-Anhalt) / NDR FS MV - hr-fernsehen / NDR FS HH | 50       | ND                                        | H                                         |

Sendeparameter: Modulationsverfahren: 16-QAM, Videokompression: MPEG-2, FEC: 2/3, Guardintervall: 1/4, Bitrate: 13,27 MBit/s

SFN mit Dannenberg/Zernien (kein ZDF-Multiplex), Lüneburg-Stadt, Visselhövede

### Analoges Fernsehen (PAL)
Bis zur Umstellung auf DVB-T am 13. März 2007 diente der Sender Behren-Bokel als analoger Grundnetzsender (PAL) für das ZDF und das NDR Fernsehen.
| Kanal | Frequenz (MHz) | Programm                    | ERP (kW) | Sendediagramm rund (ND)/ gerichtet (D) | Polarisation horizontal (H)/ vertikal (V) |
| ----- | -------------- | --------------------------- | -------- | -------------------------------------- | ----------------------------------------- |
| 27    | 519,25         | ZDF                         | 500      | ND                                     | H                                         |
| 58    | 767,25         | NDR Fernsehen Niedersachsen | 400      | ND                                     | H                                         |